# Andrew Penny
Andrew Jonathan Penny est un chef d'orchestre né à Hull, en Angleterre. Il a enregistré un cycle complet des symphonies de Malcolm Arnold.
Il est diplômé de la Royal Northern College of Music de Manchester. En troisième cycle, il a étudié avec Charles Groves.
Depuis 1982, il est le directeur musical de l'Orchestre philharmonique de Hull. En novembre 1999, il donné deux concerts de la Symphonie n° 8 « Symphonie des Mille » de Gustav Mahler, dans le cadre de la célébration du millénaire de Hull.
Il est nommé Membre de l'Ordre de l'Empire Britannique (MBE) en 2014, pour les services rendus à la musique.